# عثيات بحرية
عثيات بحرية (الاسم العلمي Pegasidae)، فصيلة أسماك بحرية من زماريات البحر. تنتشر بشكل رئيسي في المياه الاستوائية الساحلية في المحيط الهادي والمحيط الهندي.